# Mostela de peus nus
La mostela de peus nus (Mustela nudipes) és una espècie de carnívor de la família dels mustèlids. Deu el nom al fet que té les plantes dels peus nues. Viu a Brunei, Indonèsia, Malàisia i Tailàndia. S'han establert dues subespècies: M. n. nudipes i M. n. leucocephalus.